# Huszita Biblia

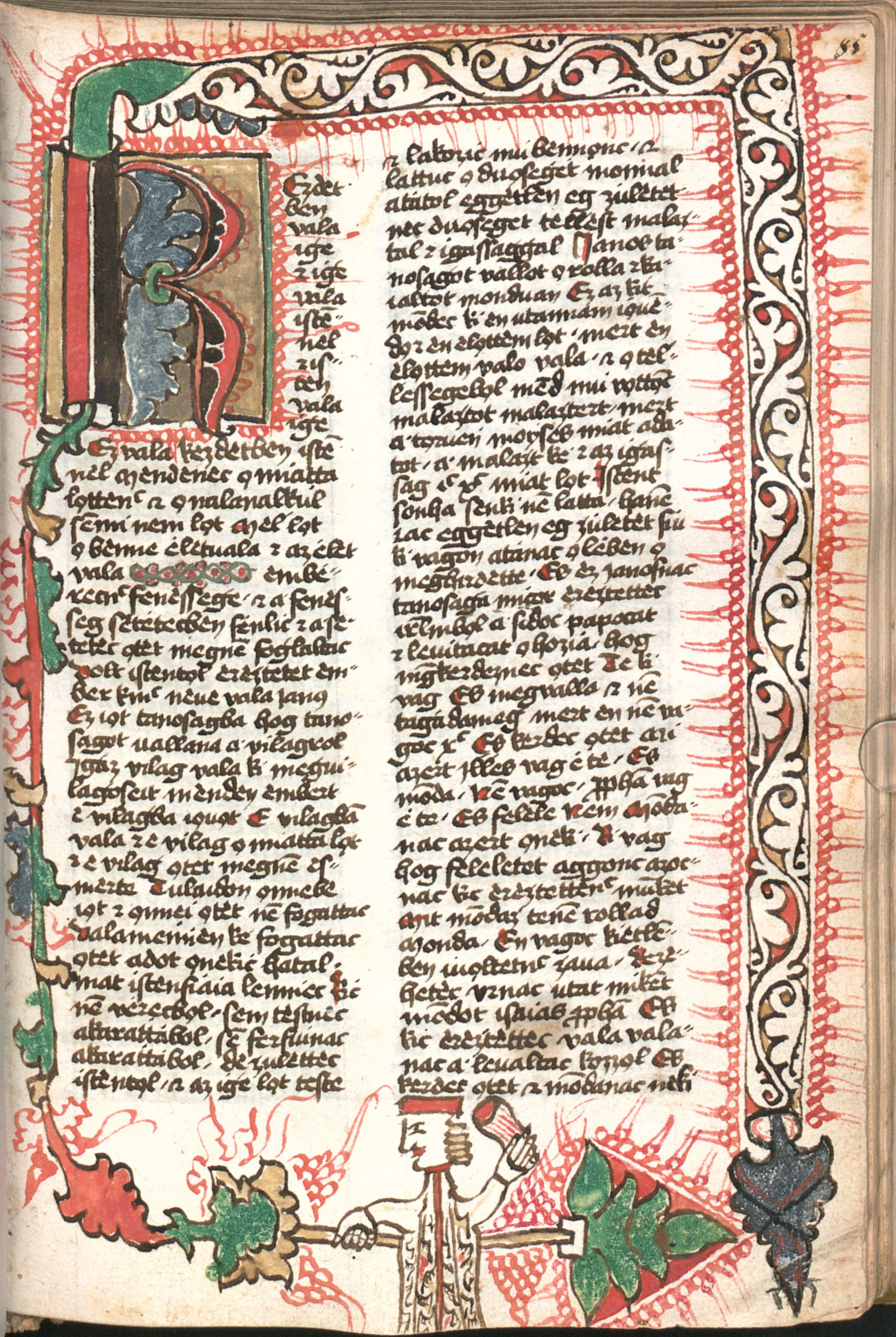
Müncheni kódex 1466

A huszita Biblia az első csaknem teljes magyar nyelvű bibliafordításunk. A 15. század első felében keletkezett. Nevezik még – feltételezett fordítói után – Tamás és Bálint Bibliájának, illetve a laikus mozgalom magyar Bibliájának is. Részleteit a Müncheni kódex, a Bécsi kódex és az Apor-kódex őrizte meg másolatban. Szalkai Balázs ferences krónikájában található az első utalás Tamás és Bálint deákról és az általuk fordított Bibliáról.

## Fordítói
A Biblia fordítóinak a legtöbb forrás és kutató Pécsi Tamás és Újlaki Bálint huszita papokat tartja, akik 1438–39-ben Moldvába menekültek és ott magyar nyelvre fordították a Bibliát. Mások, mint például Timár Kálmán, cáfolták ezt, és magát a huszita eredetet is. Tamás és Bálint szerémségi világi papok, akik feltételezhetően 1399 és 1441 között a prágai egyetemen tanultak, mely a huszitizmus erős bázisa volt, s ahol így tanulmányaik mellett Husz János tanaival is megismerkedtek. Személyüket általában a prágai egyetem anyakönyvében szereplő Thomas Quinqueecclesiensis (1399) és Valentinus de Ujlak (1411) nevű baccalaureusokkal azonosítják. Erre vonatkozóan azonban több cáfolat is született.
Tóth-Szabó Pál felhívja arra a figyelmet, hogy ha 1399-ben az egyetemen 20-25 évesek voltak, akkor a menekülésük idején 50-60 évesnek kellett lenniük. A Szalkai-féle ferences krónika, mely a hierarchia minden fokát pontosan és hűen leírja, Tamást és Bálintot klerikusnak, kispapnak nevezi, akik még tanulmányaikat végzik. Ha valóban papi pályára léptek, ekkorra már legalább plébánosként kellett működniük. Szabó Flóris szerint azonban az egyházi pályán való előmenetel hiányát Tamás és Bálint esetleges lázadó természete is okozhatta. Timár Kálmán még azt is megemlíti, hogy ha valóban együtt fordították le a bibliát, akkor egy életre szóló barátság szövődött köztük, ami egykorúak közt szokott kialakulni fiatal korban, Újlaki Bálint viszont egy évtizeddel később került a prágai egyetemre, mint Pécsi Tamás. Szintén Timár megfigyelése az, hogy a biblia nyelve elüt a szóban forgó Tamás és Bálint nyelvjárásától. Nyelvük ugyanis a duna-drávavidéki nyelvjárás volt, ezzel ellentétben a bibliáé dunántúli. Meggyőző érv az is, hogy a számkivetés idején menekülő papok aligha rendelkezhettek egy teljes bibliafordítás elkészítéséhez szükséges eszközökkel.

## Eredet

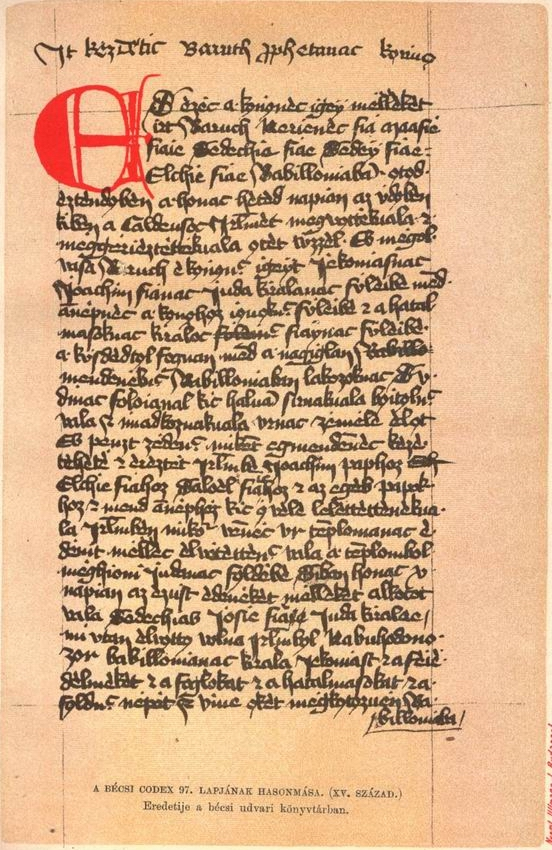
Bécsi kódex

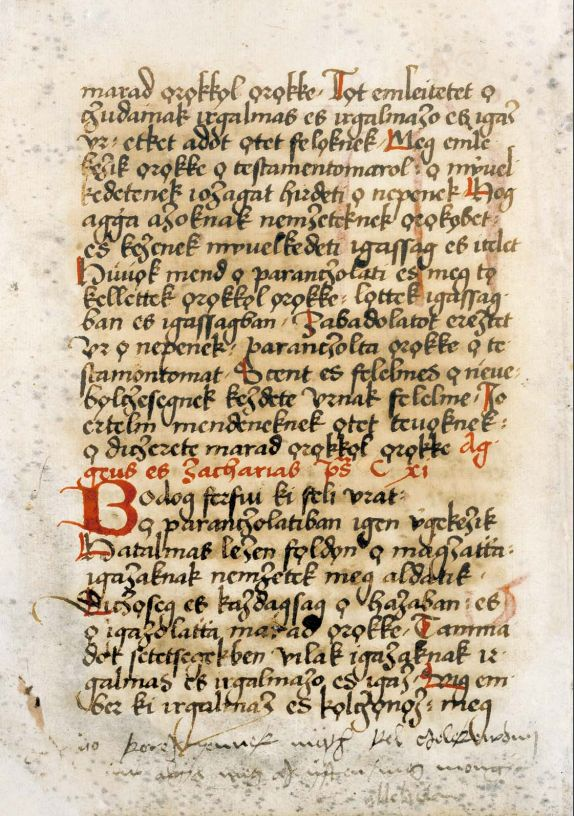
Apor-kódex

Számos forrásanyag foglalkozik a huszita Biblia eredetének kérdésével. Egyesek a huszita eredet mellett érvelnek, mások minden kétséget kizárva cáfolják azt.
A huszitaság hírébe a Szalkai-féle ferences krónika keverte a Bibliát a 15. században, és eretnekség vádjával illette a Szentlélek, a spiritus sanctus ‘szent szellet’-ként való fordítása miatt. Ezt Timár Kálmán azzal cáfolja, hogy egy egykorú író és olvasó ezen nem botránkozott volna meg, hiszen a szellet egyszerűen mint a lélek szinonimája jelent meg. Tehát semmi nincs a Bibliában, ami a katolikus felfogástól eltérne, sőt, állítása szerint inkább olyanok vannak benne, melyek a huszita tanokkal és szertartásokkal merőben ellenkeznek. Tudjuk, hogy az Apor-kódexet a 16. század elején premontrei apácák használták, amiből arra lehet következtetni, hogy nem tartották eretneknek a fordítást. A ‘szent szellet’ kifejezés pedig inkább olyan nyelvjárási sajátosság lehetett, amelyet a ferences krónika írója nem ismert.
A huszita eredet mellett szól még a bibliafordításban megfigyelhető ún. mellékjeles helyesírási rendszer, melyet Husz János alakított ki a latin ábécében nem szereplő cseh hangok visszaadására, s mellyel a fordítók a prágai egyetemen ismerkedhettek meg. Ebben a rendszerben határozottan érvényesül, hogy minden hangnak saját jele legyen. Szabó Flóris ennek a helyesírásnak a huszita voltát is kétségbe vonja, hiszen később főként a ferences kódexekre volt ez jellemző. Ebből következően egy ideig huszita helyett ferencesnek tartották.Timár Kálmán a bibliafordítást ezekkel ellentétben inkább premontreinek gondolja, hiszen az azt megőrző kódexek is mind premontrei eredetűek. A Müncheni kódex őrizte meg az újszövetségi részét, a Bécsi kódex az ószövetségi kisebb könyveket, az Apor-kódex pedig a zsoltárfordítást.